# Regatul Aksum
Regatul Aksum (în limba gî'îz Mängəśtä ʾäksum), cunoscut și cu numele de Regatul Axum sau Imperiul Aksumit, a fost un regat care a existat în Africa de Nord-Est și Arabia de Sud din antichitatea clasică până în Evul Mediu timpuriu. Cu baza în primul rând în nordul Etiopiei de astăzi și cuprinzând Eritreea, nordul Djibouti și estul Sudanului, s-a extins la apogeu său în timpul domniei regelui Kaleb peste o mare parte din sudul Arabiei.
Axum era capitala regatului timp de multe secole, dar a fost mutată la Jarma în secolul al IX-lea din cauza declinului legăturilor sale comerciale și a invaziilor externe recurente. Urmașul civilizației anterioare Dʿmt, regatul a fost probabil fondat la începutul secolului I. Cultura pre-aksumită s-a dezvoltat în parte datorită influenței sud-arabe, evidentă în utilizarea alfabetului antic din Arabia de Sud și în practicarea religiei semitice antice. Cu toate acestea, scrisul Geʽez a intrat în uz în secolul al IV-lea și, pe măsură ce regatul a devenit o putere majoră pe ruta comercială dintre Roma și India, a intrat în sfera culturală greco-romană și a început să folosească limba greacă ca lingua franca. Ca urmare, Regatul Aksum a adoptat la mijlocul secolului al IV-lea creștinismul ca religie de stat sub regele Ezana. După creștinarea lor, aksumiții au încetat construirea de stele.
Regatul Aksum a fost considerat una dintre cele patru mari puteri ale lumii antice din secolul al III-lea de către profetul persan Mani, alături de Persia, Roma și China. Începând cu domnia lui Endubis, Aksum a bătut monede proprii găsite în locații din Cezareea și până în sudul Indiei. Regatul și-a continuat expansiunea și în antichitatea târzie, cucerind pentru o perioadă foarte scurtă de timp Meroe, de la care a moștenit exonimul grecesc „Etiopia”. Dominația aksumită în Marea Roșie a culminat în timpul domniei regelui Kaleb, care, la cererea împăratului bizantin Iustin I, a invadat regatul himiarit din Yemen pentru a pune capăt persecutării creștinilor de regele evreu Dhu Nuwas. Prin anexarea Himyarului, Regatul Aksum ajunge la la cea mai mare întindere teritorială a sa. Acest teritoriu însă a fost pierdut în războaiele aksumit-persane.
Declinul lent al regatului începuse în secolul al VII-lea, de când moneda nu a mai fost bătută. Prezența persană (și mai târziu musulmană) în Marea Roșie a lovit economia regatului, iar populația capitalei s-a micșorat. Pe lângă factorii de mediu și cei interni, aceasta este văzută ca fiind cauza declinului. Ultimele trei secole ale Aksumului sunt considerate o epocă întunecată și, în circumstanțe incerte, regatul s-a prăbușit în jurul anului 960. În ciuda rolului său de unul dintre cele mai importante imperii ale antichității târzii, regatul Aksum a căzut în obscuritate, deoarece Etiopia a rămas izolată în cursul Evului Mediu.

## Istorie

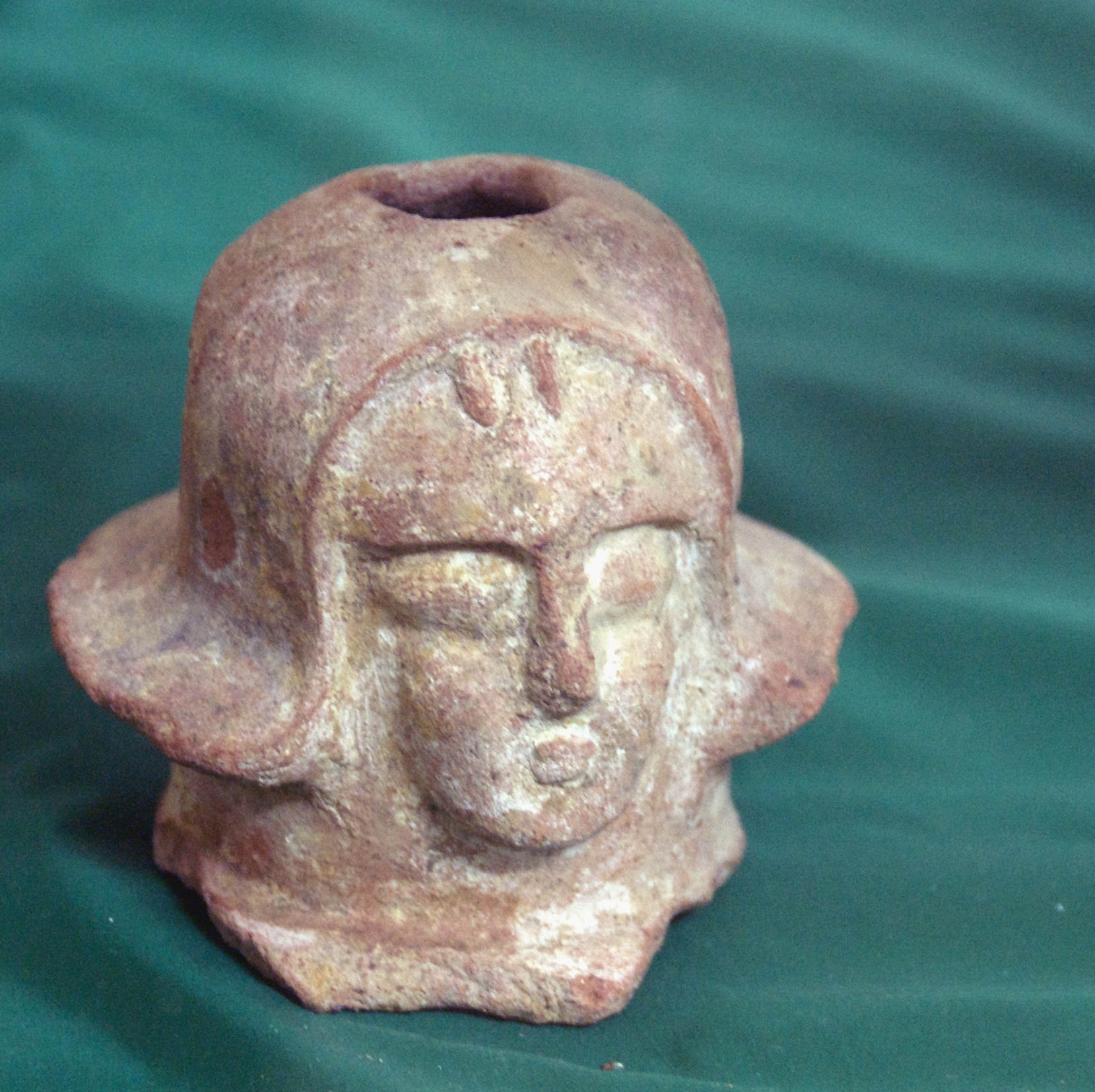
Un vas aksumit

### Origini
Înainte de întemeierea Axumului, platoul Tigray din nordul Etiopiei găzduia un regat cunoscut cu numele de Dʿmt. Dovezile arheologice arată că regatul a fost influențat de sabeenii din Yemenul de astăzi; consensul academic anterior era că sabeenii erau fondatorii civilizației semitice din Etiopia, deși acest lucru a fost infirmat, iar influența lor este considerată a fi fost minoră. Prezența sabeeană a durat probabil doar câteva decenii, dar influența lor asupra civilizației aksumite ulterioare a inclus adoptarea alfabetului din Arabia de Sud, care a evoluat în scrisul Geʽez și a religiei semitice antice.

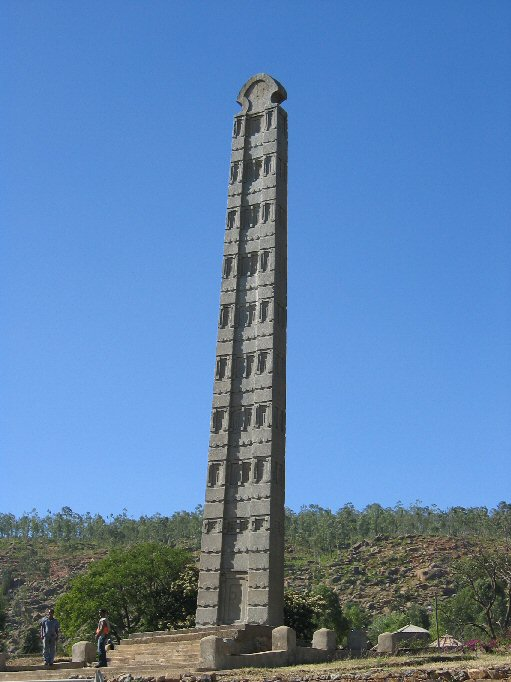
Stela regelui Ezana, un obelisc aksumit din Axum, Etiopia

Periplul Mării Eritree

Prima mențiune istorică a Axumului apare în Periplul Mării Eritree, un ghid comercial care datează probabil de la mijlocul secolului I d.Hr. Axum este menționat alături de Adulis și Ptolemais Theron ca fiind în regatul lui Zoskales. Zona este descrisă ca fiind bogată mai ales în fildeș, precum și carapace de țestoasă. Se spune că Zoskales ar fi fost, de asemenea, „familiarizat cu literatura greacă”, ceea ce indică faptul că influența greco-romană era deja prezentă în acest moment. Din Periplu reiese că, chiar și în această etapă timpurie a istoriei sale, Axum juca un rol în ruta comercială transcontinentală dintre Roma și India.

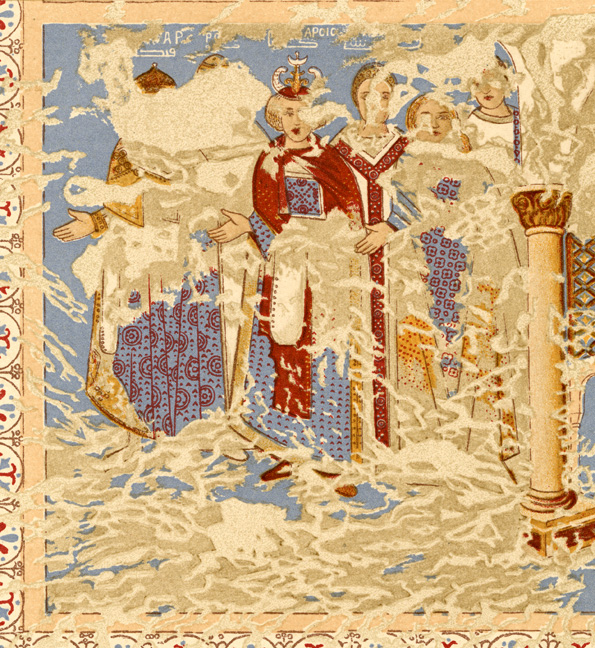
O reproducere din 1907 a picturii deteriorate Pictura celor șase regi care îl înfățișează pe împăratul etiopian din Axum, realizată de un pictor din Califatul Omeiad în secolul al VIII-lea d.Hr.

### Imperiu

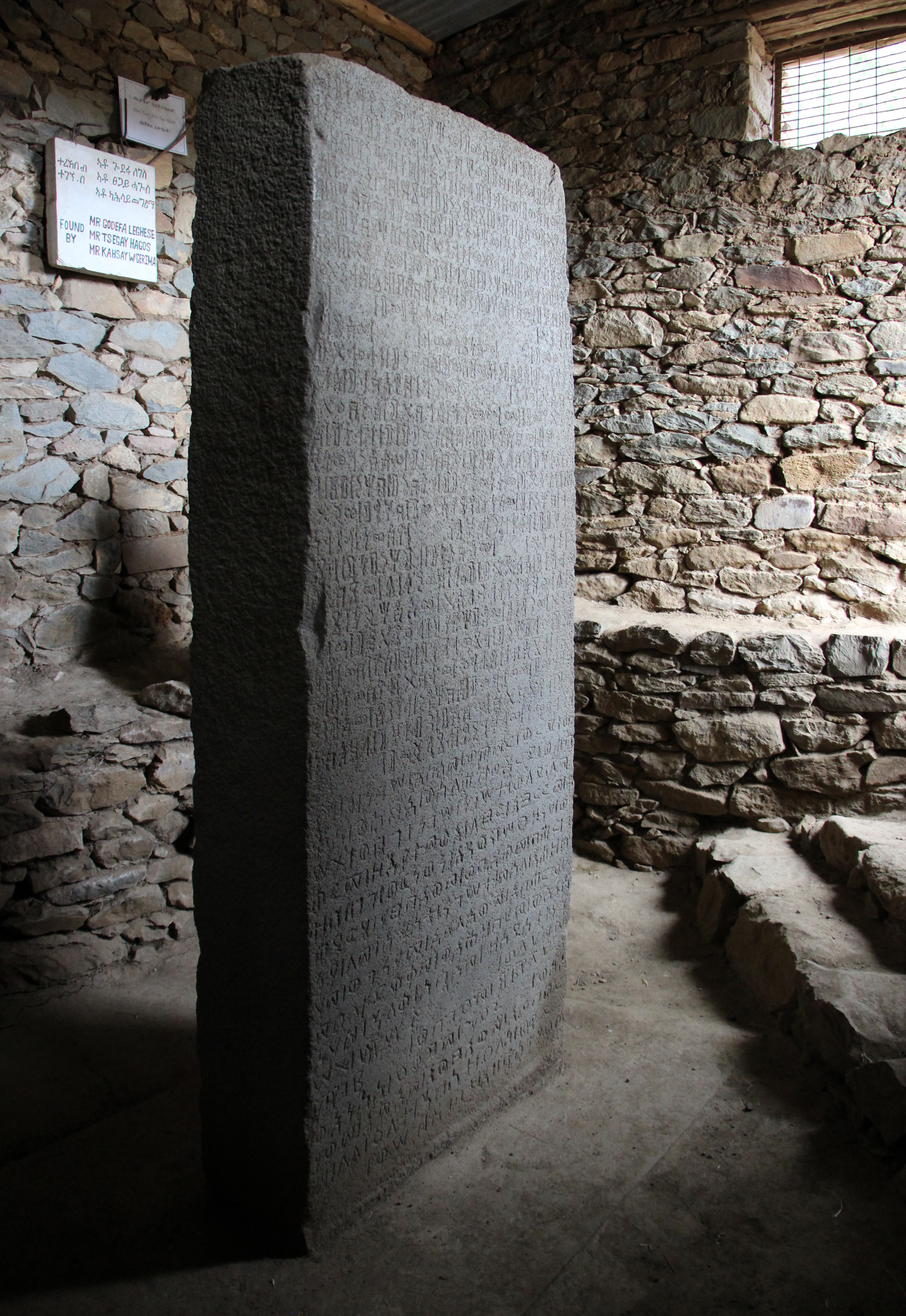
Piatra Ezana înregistrează convertirea negusului Ezana la creștinism și cucerirea de către el a mai multor țări învecinate, inclusiv Meroë

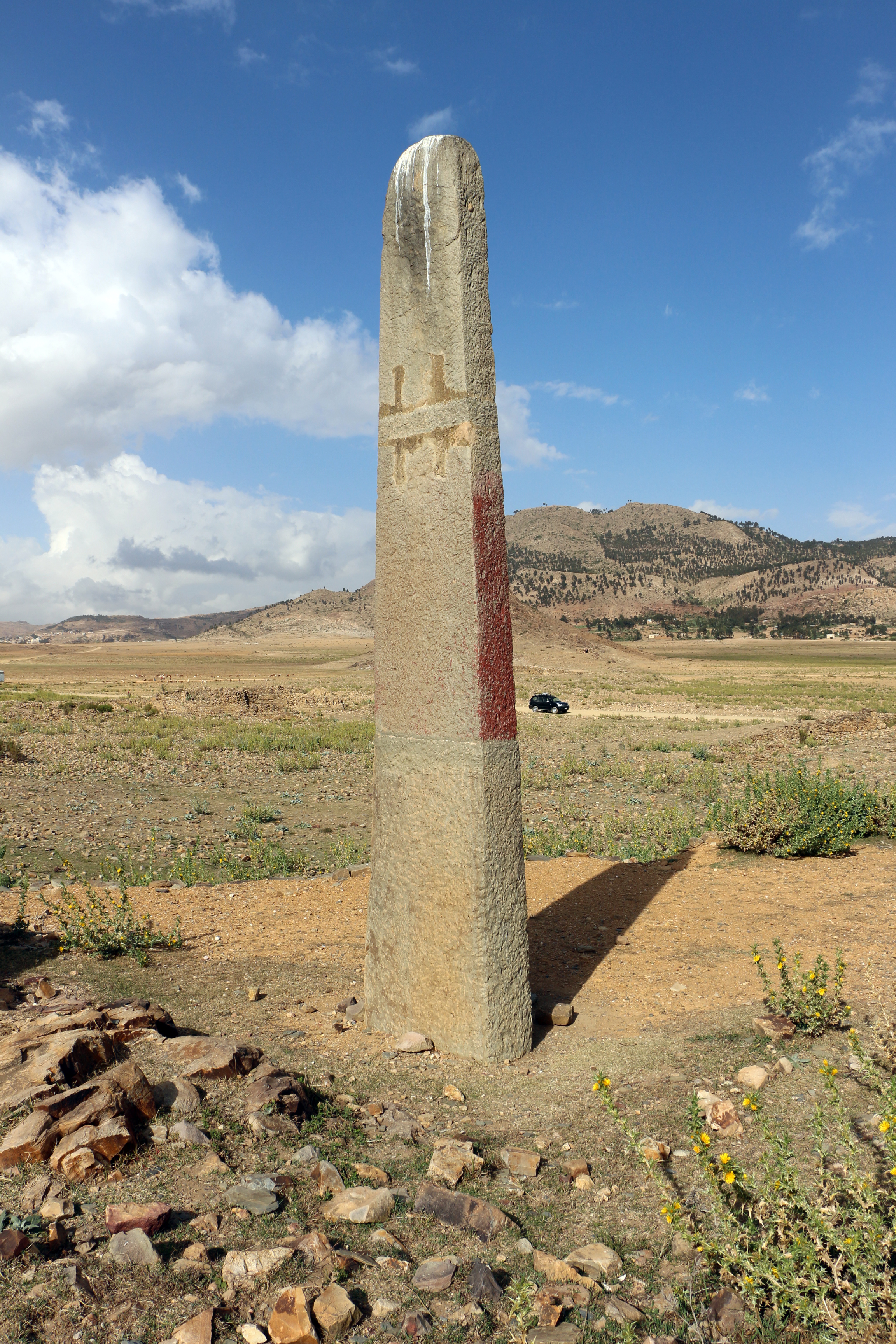
Menhir aksumit la Balaw Kalaw (Metera) lângă Senafe

Regatul Axum a fost un imperiu comercial cu centrul în Eritreea și nordul Etiopiei. A existat aproximativ în anii 100–940 d.Hr., apărând în perioada proto-axumită din epoca fierului c. al IV-lea î.Hr. și ajungând la proeminență spre secolul I d.Hr.
Potrivit Cărții Axumului (o colecție de documente istorice din Catedrala Sf. Maria din Aksum), prima capitală a regatului, Mazaber, a fost construită de Itiyopis, fiul lui Cuș. Capitala a fost mutată ulterior la Axum, în nordul Etiopiei. Regatul a folosit numele „Etiopia” încă din secolul al IV-lea.
Imperiul Axum s-a extins uneori în cea mai mare parte a Eritreei de astăzi, nordul Etiopiei, vestul Yemenului - pe care l-a invadat folosind dhow-uri ca cele egiptene - și în părți din estul Sudanului. Capitala imperiului a fost Axum, acum în nordul Etiopiei. Astăzi, o localitate mai mică, orașul Axum a fost cândva o metropolă plină de viață, un centru cultural și economic. Două dealuri și două pâraie se găsesc în partea de est și cea de apus a orașului; oferind probabil impulsul inițial pentru popularea acestei zone. Pe dealurile și câmpia de lângă oraș, aksumiții aveau cimitire cu pietre funerare elaborate numite stele sau obeliscuri. Alte orașe importante erau Yeha, Hawulti-Melazo, Matara, Adulis și Qohaito, ultimele trei fiind acum în Eritreea. Spre începutul domniei lui Endubis, la sfârșitul secolului al III-lea, a început să bată monedă proprie și a fost numit de Mani drept una dintre cele patru mari puteri ale timpului său, împreună cu Imperiul Sasanid, Imperiul Roman și China celor „Trei Regate”. Axumiții au adoptat creștinismul ca religie de stat în 325 sau 328 d.Hr. sub regele Ezana, iar Axum a fost primul stat care a înfățișat crucea pe monedele sale.
În jurul secolului al III-lea (posibil c. 240–c. 260), aksumiții conduși de Sembrouthes au învins Sesea, care a devenit un stat tributar al Regatului Aksum. În jurul anului 330 regele Ezana și-a condus oastea în Regatul Meroë, cucerind și jefuind capitala. A înălțat acolo un monument de piatră, iar cucerirea este relatată și pe Piatra lui Ezana.

#### Regele Kaleb

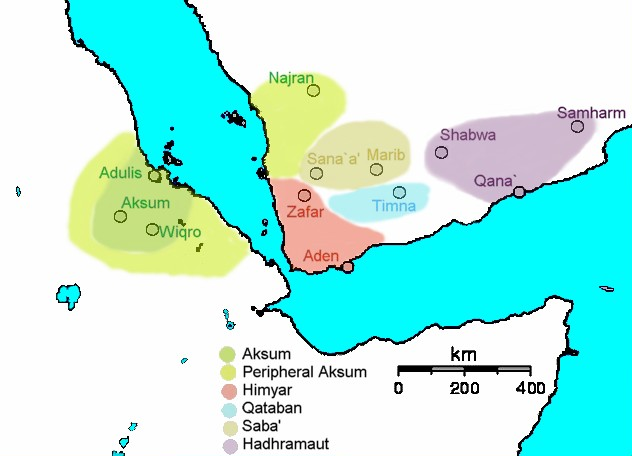
Harta posesiunilor axumite în Arabia de Sud, 230 d.Hr.

Prin 525, regele Kaleb a trimis o expediție în Yemen contra regelui iudeu al Himiarului Dhu Nuwas, care persecuta comunitatea creștină de acolo. Pentru aproape jumătate de secol Arabia de Sud va deveni un protectorat etiopian sub Abraha și fiul său Masruq. Dhu Nuwas a fost detronat și ucis, Kaleb numind un himiarit creștin, Esimiphaios ("Sumuafa Ashawa"), ca vicerege. Totuși, prin 530 acest vicerege a fost detronat de generalul aksumit Abraha cu suportul etiopienilor așezați în Yemen. Kaleb a trimis două expediții împotriva lui Abraha, amândouă fiind învinse decisiv. Kaleb nua perseverat și l-a recunoscut pe Abraha drept viceregele nou.
După moartea lui Abraha fiul său Masruq Abraha a moștenit viceregalitatea aksumită în Yemen, reluând plata tributului la Aksum. Fratele său vitreg Ma'd-Karib însă s-a răsculat.

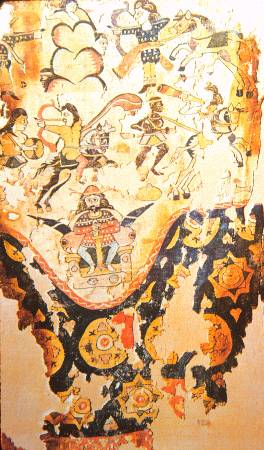
Fresca războiului din Yemen al regelui persan Khosrow I împotriva lui Masruq Abraha

După ce a fost refuzat de Justinian, Ma'd-Karib a căutat ajutor la Khosrow I, împăratul persan sasanid, declanșând astfel războaiele aksumit-persane. Khosrow I a trimis o mică flotă și o armată sub comandantului Vahrez ca să-l detroneze pe regele Yemenului. Războiul a culminat cu asediul Sana'a, capitala Yemenului Aksumit. După căderea sa în 570 și moartea lui Masruq, fiul lui Ma'd-Karib, Saif, a urcat pe tron.
În 575 războiul a reînceput, după ce Saif a fost ucis de aksumiți. Generalul persan Vahrez a venit din nou cu 8000 de oșteni, punând capăt cârmuirii aksumite în Yemen și devenind guvernatorul său ereditar. Potrivit lui Munro-Hay, este posibil ca aceste războaie să fi fost cântecul de lebădă al Aksumului ca mare putere, cu o slăbire generală a autorității aksumite și o risipă de bani și oameni. 
Conform tradițiilor etiopiene, Kaleb a abdicat în cele din urmă și s-a retras la o mănăstire. Este posibil și ca Etiopia să fi fost afectată de Ciuma lui Iustinian în această perioadă.
Aksum, deși slăbit, a rămas un imperiu puternic și o putere comercială până la ascensiunea islamului în secolul al VII-lea. Cu toate acestea, spre deosebire de relațiile dintre puterile islamice și Europa creștină, Aksum (vezi Sahama), a fost în relații bune cu vecinii săi islamici și prin 615 a oferit adăpost primilor adepți ai lui Mahomed. Totuși, deja în 640, Umar a trimis o expediție navală împotriva portului Adulis, Expediția lui Alqammah bin Mujazziz, care a fost în cele din urmă respinsă.

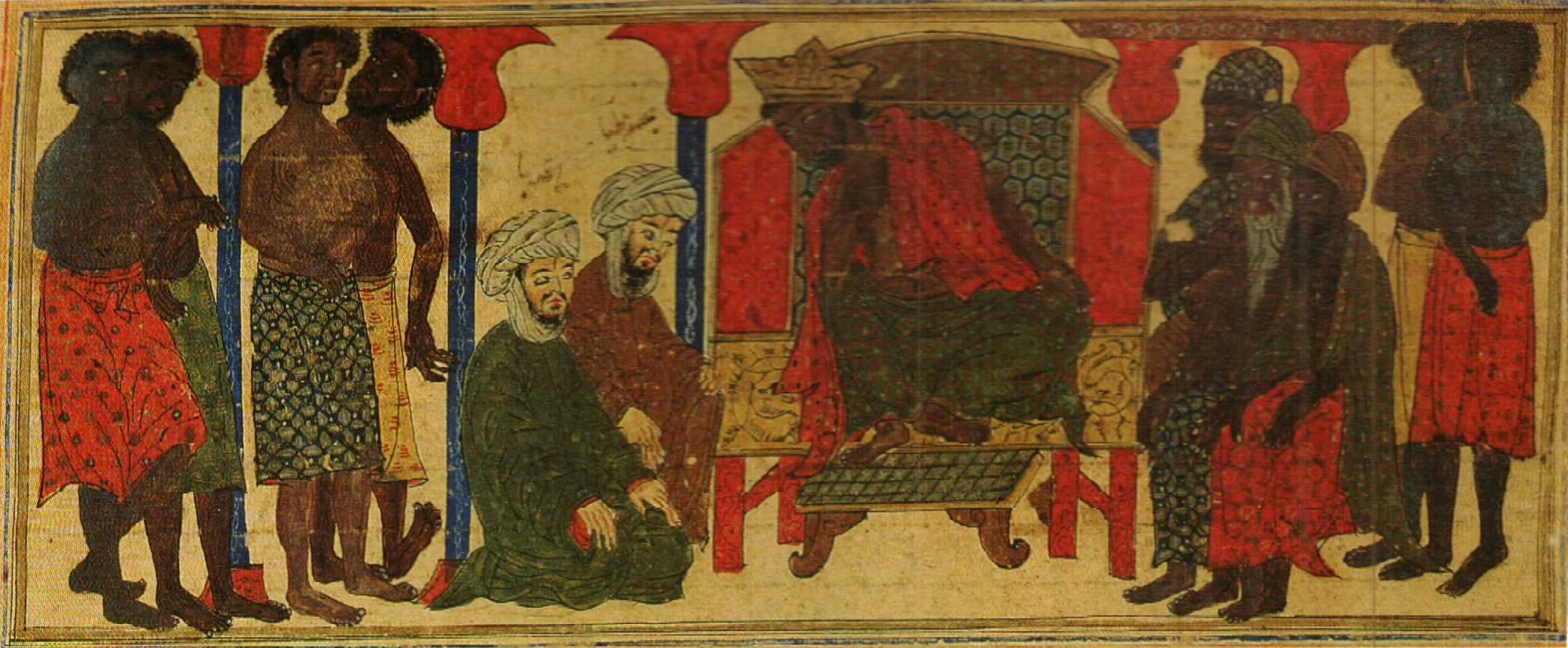
Ilustrație din secolul al XIV-lea în care regele din Aksum refuză cererea unei delegații meccane de a-i preda pe musulmani. Este cunoscut și cu numele de Prima Hijrah

În secolul al VII-lea primii musulmani din Mecca s-au refugiat în regatul Aksum de persecuției qurayșiților, o călătorie cunoscută în istoria islamică drept Prima Hijrah. Cu toate acestea, islamul nu a prins rădăcini în această zonă până la sosirea otomanilor în secolul al XV-lea.
Puterea navală aksumită la fel a scăzut pe parcursul acestei perioade, deși în 702 pirații aksumiți au putut sa invadeze Hejazul și să ocupe Djedda. Drept răspuns, Sulayman ibn Abd al-Malik a eliberat zonele ocupate și a cucerit Arhipelagul Dahlak al aksumiților, care a devenit musulman din acel moment.

### Declin
După o a doua epocă de aur la începutul secolului al VI-lea imperiul a început să slăbească la mijlocul secolului al VI-lea, în cele din urmă încetând să bată monedă la începutul secolului al VII-lea. În această perioadă populația aksumită a fost nevoită să se retragă în interiorul țării, în ținuturile muntoase, pentru protecție, abandonând Aksum ca capitală. Scriitorii arabi ai vremii au continuat să descrie Etiopia (fără s-o mai numească Aksum) ca un stat întins și puternic, deși nu mai controla cea mai mare parte a coastei și a statelor tributare. Dacă a pierdut pământuri la nord, a căpătat altele la sud; și, deși Etiopia nu mai era o putere economică, tot atrăgea negustori arabi. Capitala a fost mutată la sud, într-un loc numit Ku'bar sau Jarmi. Scriitorul arab Ya'qubi a fost primul care a descris noua capitală aksumită. Era probabil situată în sudul Tigray sau în Angot, deși locația exactă a acestui oraș nu este cunoscută la moment.
Califatul Rashidun a preluat spre 646 controlul asupra Egiptului și Mării Roșii, punând Aksumul în izolare economică. La nord-vest de Aksum, în Sudanul de astăzi, statele creștine Nobatia, Makuria și Alodia au rezistat până în secolul al XIII-lea înainte de a fi invadate de triburile beduine și de Sultanatul Funj. Aksumul izolat a rămas totuși creștin.
Foametea este menționată în Etiopia în secolul al IX-lea. Patriarhii Iacov (819-830) și Iosif (830-849) din Alexandria atribuie starea Etiopiei războiului, ciumei și ploilor inadecvate. În domnia lui Degna Djan, în secolul al X-lea, imperiul a continuat să se extindă spre sud și a trimis trupe în regiunea Kaffa de astăzi, pe când în același timp a întreprins activități misionare în Angot.
Istoria locală spune că, în jurul anului 960, o regină ebraică pe nume Yodit (Iudita) sau „Gudit” a învins imperiul și a dat foc la biserici și cărți. Deși există dovezi că privind o invazie în această perioadă și incendierea bisericilor, existența ei a fost pusă sub semnul întrebării de unii autori occidentali.
Gudit a jefuit Aksumul, distrugând biserici și clădiri, a persecutat creștinii și a comis iconoclasm creștin. Originea ei a fost dezbătută printre savanți. Unii au susținut că era de etnie evreiască sau că era dintr-o regiune sudică. Potrivit unei relatări tradiționale, ea a domnit timp de patruzeci de ani, iar dinastia ei a rezistat până în 1137 d.Hr., când a fost răsturnată de Mara Takla Haymanot, care a întemeiat dinastia Zagwe de etnicitate Agaw.
Originile lui Gudit au fost dezbătute pe larg. Cercetătorii dezbat dacă era evreică, sau Agaw, sau Beja sau o sclavă a unui împărat aksumit care dorea să vină în fruntea păgânilor împotriva creștinismului. Alții au susținut că era fiica regelui Lastei, situată în Bugna. Savantul italian Carlo Conti Rossini a descris-o ca fiind o Bani al-Hamwiyah, în timp ce o altă sursă indică poporul sidama din zona numită Sasu, probabil la sud de Nilul Albastru, unde cârmuitorii aksumiți obțin și caravane de aur și monede, care sunt considerate motivul principal al raidului lui Gudit.
O altă cauză posibilă a declinului este că puterii aksumite i s-a pus capăt de o regină păgână din sud pe nume Bani al-Hamwiyah, posibil din tribul al-Damutah sau Damoti (Damot). Din sursele contemporane reiese că o uzurpatoare a condus într-adevăr țara în acest moment și că domnia ei s-a încheiat cu ceva timp înainte de 1003. După o scurtă Epocă Întunecată, Imperiul Aksumit a fost continuat de dinastia Zagwe în secolul al XI-lea sau al XII-lea (cel mai probabil în jurul anului 1137), deși limitat ca mărime și putere. Cu toate acestea, Yekuno Amlak, care l-a ucis pe ultimul rege Zagwe și a fondat dinastia solomonică în jurul anului 1270, pretindea că se trage de la ultimul împărat din Aksum, Dil Na'od. De menționat că sfârșitul Imperiului Aksumit nu a însemnat sfârșitul culturii și tradițiilor aksumite; de exemplu, arhitectura dinastiei Zagwe la Lalibela și Biserica Yemrehana Krestos atestă o influență aksumită puternică.